# Morakker
Udtrykket morakker er et nedsættende udtryk om en person, der arbejder ekstra hårdt eller længe. Udtrykket stræber kan ofte bruges synonymt med morakker. Udtrykket høres almindeligvis i en nedsættende betydning om fx kolleger, der arbejder ekstra før eller efter den normale arbejdstid for at vinde arbejdsgiverens gunst, hvorved vedkommendes kolleger stilles i et dårligt lys.

## Definition
Politikens store nudanske ordbog definerer begrebet således:
morakke verb. -r, -de, -t
1. (neds.): arbejde el. studere mere intensivt end andre for at komme frem el. gøre sig gunstigt bemærket.
! morakk-e ¯ nedertysk marakken 'udmatte
Med Dansk Sprognævns korrektion af nye ord for 2011 bemærkes det, at morak ofte – og mere korrekt – staves marok, hvilket Politikens Store Nudanske Ordbog på indeværende tidspunkt har ført ajour 
marokke verb. -r, -de, -t